# ألبرت فيربر
ألبرت فيربر هو موزع وعازف بيانو وملحن سويسري، ولد في 29 مارس 1911 في لوسرن في سويسرا، وتوفي في 11 يناير 1987.

## وصلات خارجية
- ألبرت فيربر على موقع IMDb (الإنجليزية)
- ألبرت فيربر على موقع ميوزك برينز (الإنجليزية)
- ألبرت فيربر على موقع ديسكوغز (الإنجليزية)